# Magdalene College
Il Magdalene College (pronunciato [ˈmɔːdlɪn]) fu fondato nel 1428 come ostello benedettino prima di essere rifondato nel 1542 come Collegio di Santa Maria Maddalena, facente parte dell'Università di Cambridge. La rifondazione fu dovuta in gran parte a Sir Thomas Audley, Lord Cancelliere sotto Enrico VIII. Audley diede anche al college il motto Garde ta foy (Mantieni la tua fede). I successori di Audley come master e benefattori del college furono piuttosto inclini a comportamenti estremi; svariati benefattori furono accusati più volte di alto tradimento e condannati a morte.
L'allievo più celebre del college è Samuel Pepys, i cui scritti e libri furono donati al college dopo la sua morte; oggi sono conservati nella Pepys Library, l'edificio più bello del college. Il Magdalene è conosciuto per lo stile tradizionalista, che include la cena a lume di candela nella hall tutte le sere ed il fatto di essere stato l'ultimo college di Oxbridge ad ammettere le donne nel 1988 (l'Oriel College fu l'ultimo a Oxford, nel 1985).
Esteticamente gli antichi edifici del Magdalene College sono rappresentativi della strana evoluzione da istituzione monastica a centro di studi. In particolare molti degli antichi edifici sono costruiti in mattoni anziché in pietra (ad eccezione della facciata della Pepys Library).
Il Magdalene rimane, nonostante l'espansione nel XX secolo, uno dei college più piccoli dell'università, con circa 300 undergraduates ed una comunità di postgraduates in crescita. Nel 2005 è stata aperta la Cripps Court, in Chesterton Road, comprendente nuove stanze per gli studenti e sale conferenze.

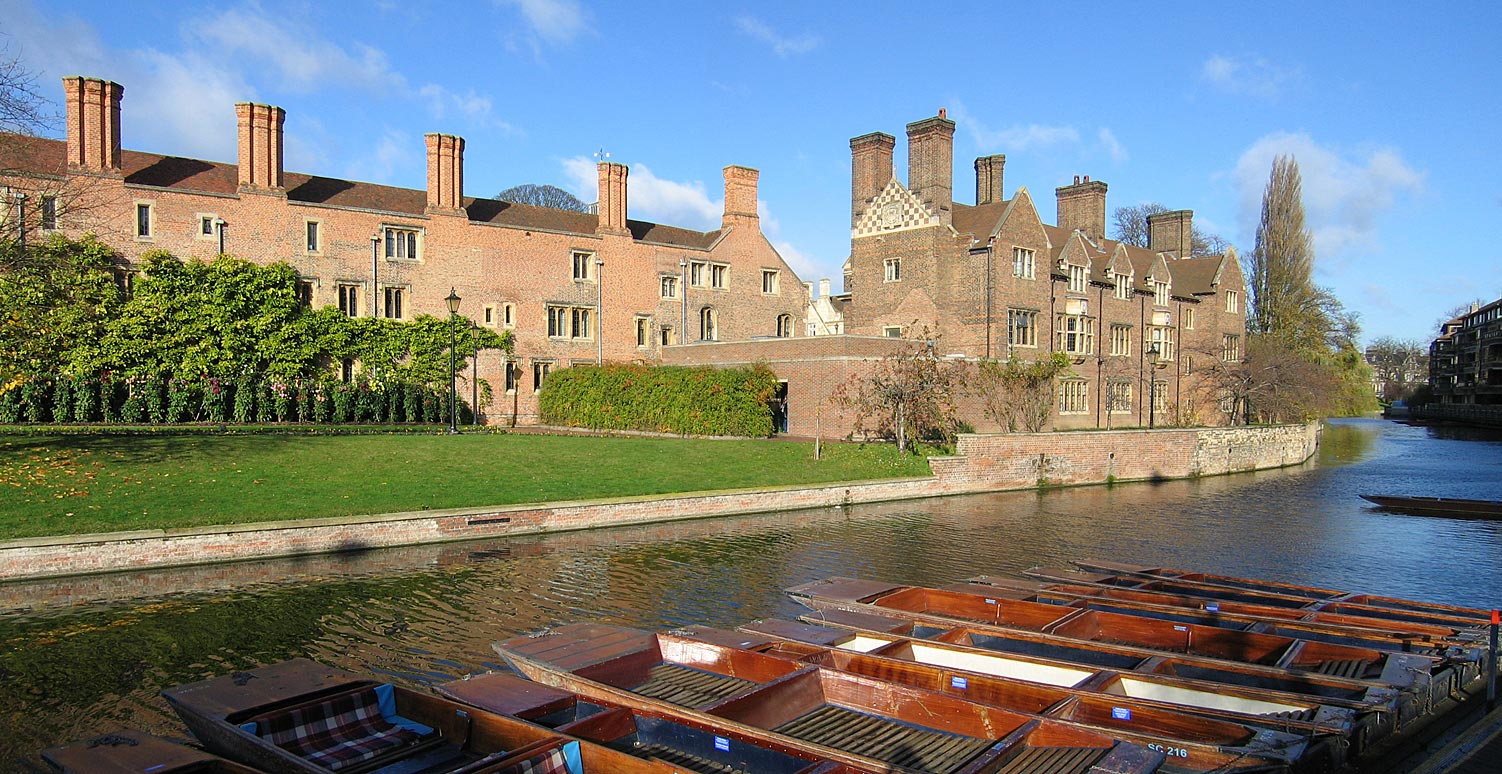
Vista posteriore del Magdalene College dal fiume Cam

## Master
I seguenti sono stati i Master del Magdalene College di Cambridge.
- 1544-1546 Robert Evans
- 1546-1559 Richard Carr
- 1559-1576 Roger Kelke
- 1576-1577 Richard Howland
- 1577-1582 Degory Nicholls
- 1582-1593 Thomas Nevile
- 1593-1595 Richard Clayton
- 1595-1604 John Palmer
- 1604-1626 Barnaby Goche
- 1626-1642 Henry Smyth
- 1642-1650 Edward Rainbow
- 1650-1660 John Sadler
- 1660-1664 Edward Rainbow
- 1664-1668 John Howorth
- 1668-1679 James Duport
- 1679-1690 John Peachell
- 1690-1713 Gabriel Quadring
- 1713-1740 Daniel Waterland
- 1740-1746 Edward Abbott
- 1746-1760 Thomas Chapman
- 1760-1774 George Sandby
- 1774-1781 Barton Wallop
- 1781-1797 Peter Peckard
- 1797-1813 William Gretton
- 1813-1853 George Neville Grenville
- 1853-1904 Latimer Neville
- 1904-1915 Stuart Alexander Donaldson
- 1915-1925 Arthur Christopher Benson
- 1925-1947 Allen Beville Ramsay
- 1947-1966 Henry Urmston Willink
- 1966-1978 Walter Hamilton
- 1978-1985 Sir Derman Christopherson
- 1985-1994 Sir David Charles Calcutt
- 1994-2002 Sir John Gurdon
- 2002-2012 Duncan Robinson, CBE
- 2012-2020 Rowan Williams
- 2020-oggi Christopher Greenwood